# Ikarbus
Ikarbus ist ein Unternehmen der Omnibusindustrie in Belgrad, Serbien.
Gegründet wurde das Unternehmen als Ikarus AG – Erste serbische Flugzeug-, Automobil und Maschinenfabrik Kovačević und Co. (Ikarus A.D. - prva srpska industrija aeroplana, automobila i strojeva Kovačević i drugovi) am 13. Oktober 1923 von Dimitrije Konjović, einem ehemaligen k.u.k.-Piloten, (der für die Rettung einer französischen U-Boot-Besatzung im Ersten Weltkrieg (1915) – das U-Boot Q 70 Foucault hatte Konjović zuvor versenkt – nach dem Krieg von Frankreich mit einem Orden für Tapferkeit, Humanität und Barmherzigkeit ausgezeichnet wurde), Josif Mikl, schon zu k.u.k.-Zeiten Flugzeugkonstrukteur, Đoka Radulović und den Brüdern Dušan und Milivoje Kovačević.

## Flugzeugentwicklung

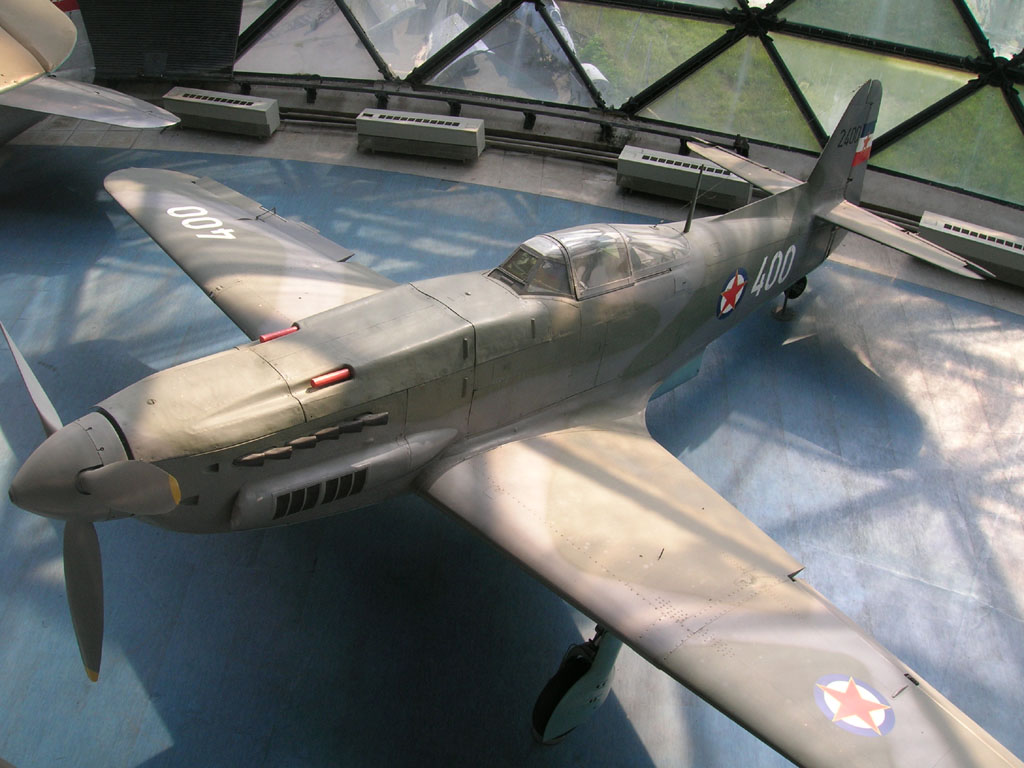
Ikarus S-49

Das Unternehmen ging 1923 aus einer öffentlichen Ausschreibung des jugoslawischen Ministeriums hervor. 
Gesucht wurden heimische Firmen, die mit staatlicher Förderung  
für die Armee und Marine Flugzeuge produzieren sollten. Bei dieser Ausschreibung wurden Ikarus und Rogožarski ausgewählt, letzterer avancierte zum Konkurrenten für Ikarus. Die Gesellschaft Ikarus kaufte die ehemalige Motorenfabrik Protić in Peterwardein und begann dort mit dem Flugzeugbau.
Wie auch bei Rogožarski war das erste Modell die Brandenburg mit 100-PS-Daimler-Benz-Motoren. Neben eigenen Modellen folgten Lizenzbauten wie die der französischen Potez 25, der britischen Hawker Fury oder der tschechoslowakischen Avia BH-33. Die bekanntesten eigenen Modelle waren die Ikarus IK-2, der Bomber Ikarus Orkan und das Projekt IK-5, ein zweimotoriger Jäger, der mit geplanten 690 km/h der schnellste Jäger seiner Zeit hätte werden sollen und auch das Interesse von Igor Sikorski weckte, der eigens dafür die Ikarus-Werke besuchte.
Nach dem Zweiten Weltkrieg wurde das Unternehmen gemeinsam mit Rogožarski zur Staatlichen Flugzeugfabrik (Državna Fabrika Aviona) zusammengeschlossen. Ikarus fertigte den ersten Nachkriegsjäger Jugoslawiens, die Ikarus S-49, eine Weiterentwicklung der Rogožarski IK-3, sowie neben anderen Flugzeugtypen das erste jugoslawische Düsenflugzeug, den Jäger Ikarus 451M, der jedoch nur als Prototyp entstand. Mit der Verlegung der staatlichen Flugzeugfabrik zu Soko in Mostar im Jahr 1960 endete schließlich die Flugzeugproduktion von Ikarus.

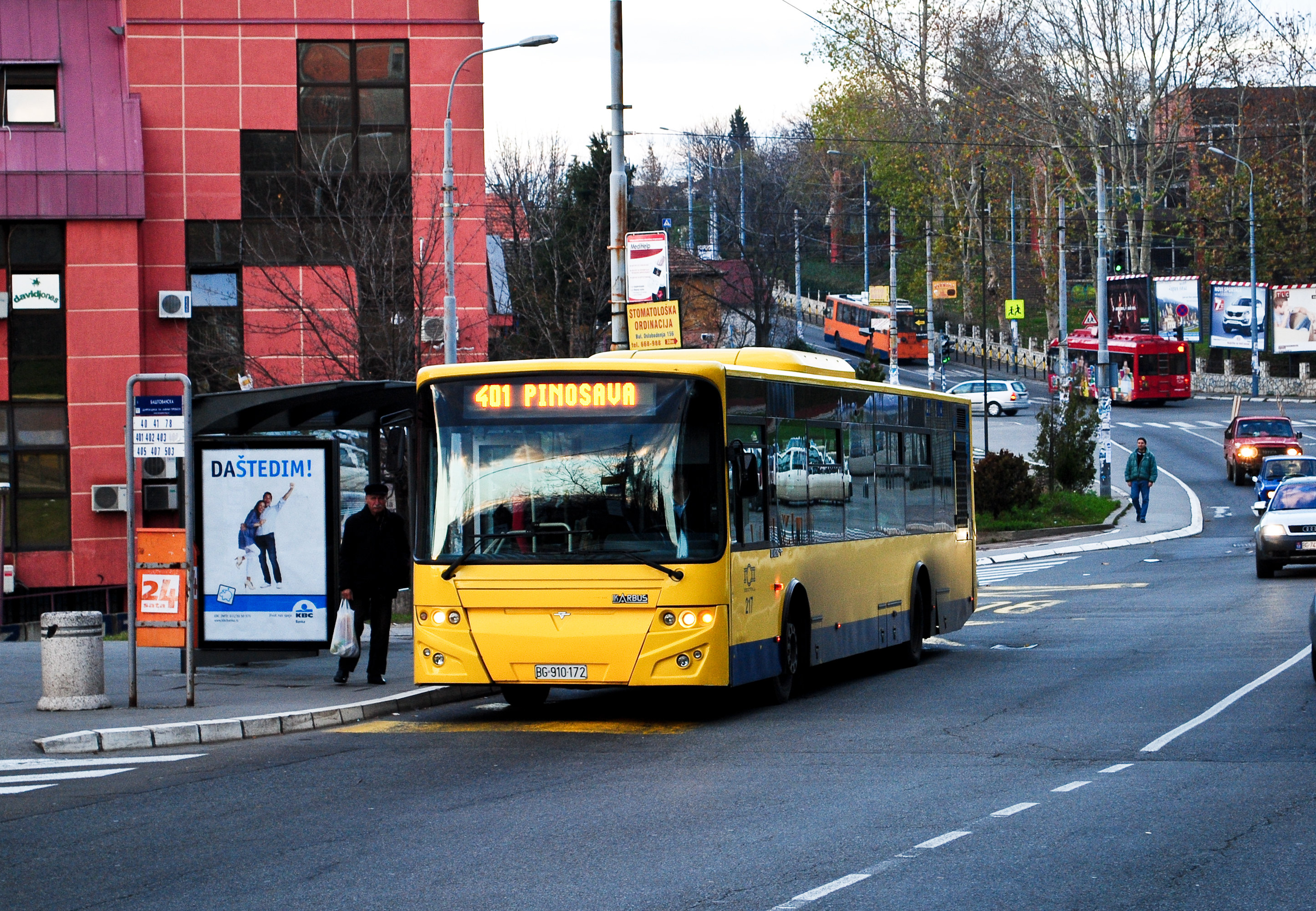
Linienbus von Ikarbus in Belgrad

## Busproduktion
Bereits ab 1954 wurden parallel zur Flugzeugproduktion auch Omnibusse in Lizenz der Österreichischen Saurerwerke produziert. 1968 wurde ein Vertrag über die Zusammenarbeit in der Herstellung von Bussen mit MAN geschlossen. 1972 wurde ein neuer Produktionsstandort neben der Autobahn Belgrad-Zagreb in Betrieb genommen.
1992 wurde das Unternehmen in eine Aktiengesellschaft umgewandelt. Der Name Ikarbus stammt aus dem Jahr 1993, um eine Verwechslung mit dem großen ungarischen Bushersteller Ikarus zu vermeiden. Weitere Kooperationsabkommen wurden 1997 mit Mercedes-Benz und 2002 mit DAF abgeschlossen.